# Bitwa pod Ajn Dżalut
Bitwa pod Ajn Dżalut (arab. عين جالوت – „Źródło Goliata”) – bitwa stoczona 3 września 1260 (25 ramadana 658) roku pomiędzy armią mameluków a wojskami mongolskimi w pobliżu Ajn Dżalut, w dolinie Jezreel, na północ od gór Gilboa, zakończona zdecydowanym zwycięstwem tych pierwszych.

## Tło konfliktu
Po zdobyciu Bagdadu na początku roku 1258 mongolski wódz Hulagu-chan wrócił do Azerbejdżanu, natomiast jego podwładni rozpoczęli podbój regionów Al-Dżaziry i Diyarbakıru. Po jego zakończeniu w końcu roku 1259 chan wyruszył przeciwko syryjskim Ajjubidom, i 25 stycznia 1260 roku, z pomocą nowego sojusznika, króla Małej Armenii Hetuma I, zdobył i splądrował Aleppo. W marcu tego samego roku Mongołowie zajęli Damaszek, a ich zagony dotarły aż do Hebronu i Gazy. W tym momencie jednak Hulagu wycofał się z większością swoich sił do Azerbejdżanu, prawdopodobnie na wieść o śmierci Wielkiego Chana Mongke, chociaż niektórzy historycy przypuszczają, że mógł się do tego przyczynić także brak paszy dla tak ogromnej ilości koni. W Syrii pozostał jednak jego wódz Kitboga.
Tymczasem sułtan Mameluków w Egipcie, Kutuz, w obliczu zagrożenia pojednał się z wodzem mameluków w Palestynie, Bajbarsem, z którym dotychczas walczył. Kiedy Hulagu wysłał do niego poselstwo z żądaniem poddania się, zabił jego posłów, a następnie 26 lipca 1260 roku wyruszył z armią na północ. Bajbars ruszył przodem z oddziałem zwiadowczym i rozpoznał stanowiska Mongołów, którzy rozłożyli się obozem w pobliżu Ajn Dżalut, w dolinie Jezreel, na północ od gór Gilboa. Mamelucy uszykowali swoją armię w oczekiwaniu na mongolski atak. Dysponowali oni około 15 do 20 tys. żołnierzy, z których większość jednak składała się z turkmeńskich lub arabskich kontyngentów plemiennych o niskiej wartości bojowej. Elitarnych oddziałów mameluckich było niewiele. Mongołowie mieli jeden albo dwa tümeny wojowników, prócz tego zaś nieliczne kontyngenty gruzińskie i armeńskie. Uważa się, że siły mongolskie były nieco mniej liczne niż wojska przeciwnika.

## Bitwa
Do bitwy doszło 3 września 1260 roku, kiedy armia Kitbogi zaatakowała wojska mameluków. Wykorzystując to, że to on wybrał miejsce bitwy, Kutuz zastawił na Mongołów pułapkę, ukrywając większą część swojej armii za wzgórzami przed którymi znajdowała się płaska równina. Przed tymi głównym siłami stanął wraz ze swoim oddziałem Bajbars, który zaatakowany przez Mongołów rozpoczął taktyczny odwrót. Wojska Kitbogi rzuciły się za nim w pościg, wtedy jednak natrafiły na uderzających ze szczytów wzgórz żołnierzy Kutuza, którzy w dodatku okrążyli ich manewrem swoich skrzydeł. Mimo to uderzający z furią Mongołowie rozbili lewe skrzydło mameluków i przed ostateczną klęską uratowało ich osobiste zaangażowanie w walkę Kutuza, który swoim przykładem zawrócił uciekających żołnierzy. Ostatecznie po kilkugodzinnej bitwie większość żołnierzy armii Kitbogi zginęła, on sam jednak odmówił wycofania się z pola bitwy i walczył do końca, dopiero gdy zabito pod nim konia, został wzięty do niewoli i zaprowadzony przed oblicze sułtana. Tam butnie przepowiedział Kutuzowi zemstę ze strony Mongołów. Sułtan nakazał ściąć go na miejscu. Wkrótce na polowaniu sam zginął 24 października z rąk Bajbarsa, gdy nie zechciał (znając jego polityczne ambicje) mianować go gubernatorem Aleppo, chociaż wcześniej mu to obiecał. Bajbars został mameluckim sułtanem Egiptu.

## Znaczenie bitwy
W wyniku bitwy mamelucy zajęli tereny aż po Eufrat, który w przyszłości miał się okazać trwałą granicą pomiędzy nimi a mongolskim państwem Ilchanidów. Mongołowie nie zaakceptowali tej porażki i wkrótce wysłali do Syrii kolejną armię, byli jednak w stanie wystawić tylko około sześciu tysięcy ludzi. Została ona pokonana przez miejscowych Ajjubidów w bitwie pod Himsem 10 grudnia 1260 roku. W rezultacie mongolska ekspansja na Bliskim Wschodzie została zahamowana. Mamelucy obronili zachodnią część świata islamu przed mongolskim podbojem, a ich państwo stało się największą potęgą w regionie. W związku z tym bitwa pod Ajn Dżalut jest uważana za jedną z najważniejszych bitew w historii świata.